# 極上!腹ぺこ旅レシピ
極上！腹ぺこ旅レシピ（ごくじょう・はらぺこたびれしぴ）は2006年3月5日から9月24日まで日本テレビほかで毎週日曜日11:45～12:55に放送されていたバラエティ番組である。
番組開始当初の1ヶ月間は11:40開始だった。
2006年9月17日放送の三保ヶ関部屋のちゃんこ鍋が特集された際、柳川信行が部屋頭であったにもかかわらず、同部屋の幕下郡山が「部屋頭の郡山関」と誤って紹介されてしまった（関は関取だけに許される敬称であり、二重に誤っている）。
前番組「テレつく!」から引き続き、東山紀之、アンタッチャブルが出演していた。なお『@サプリッ!』から3年間続いた東山メインのバラエティ番組としては最後である。

## 出演者
- 東山紀之
- アンタッチャブル(山崎弘也、柴田英嗣)
- 阿部哲子（日本テレビアナウンサー）

## ネット局
- 毎週日曜日11:45～12:55
  - 日本テレビ（キー局）
  - テレビ岩手
  - 福島中央テレビ
  - テレビ新潟
  - 福岡放送
  - 長崎国際テレビ
- 毎週木曜日25:20～26:30
  - 中京テレビ
- 過去に放送されていた局
  - ミヤギテレビ
  - 静岡第一テレビ